# Love Someone
"Love Someone" é uma canção gravada, escrita e produzida pelo cantor estadunidense Jason Mraz. Foi lançada em 19 de maio de 2014, como primeiro single de seu quinto álbum de estúdio Yes!.

## Antecedentes
Mraz e Mike Mogis produziram a canção. Ela foi escrita por Mraz, Chris Keup e Stewart Myers, juntamente com os membros da banda de  indie rock folk Raining Jane, que serviram como a banda do artista para a canção, sendo um método utilizado pelo artista desde desde 2007.

## Faixas e formatos
| Download digital |                |         |  |
| N.º              | Título         | Duração |  |
| 1.               | "Love Someone" | 4:16    |  |

| CD Single |                |         |  |
| N.º       | Título         | Duração |  |
| 1.        | "Love Someone" | 4:16    |  |

## Desempenho nas paradas
| Paradas (2014)                                  | Melhor posição |
| ----------------------------------------------- | -------------- |
| O campo songid é OBRIGATÓRIO PARA PARADA ALEMÃ  | 83             |
| Bélgica (Ultratip Bubbling Under de Flandres)   | 16             |
| Bélgica (Ultratip Bubbling Under da Valônia)    | 27             |
| Brasil (Billboard Hot 100)                      | 60             |
| Canadá (Canadian Hot 100)                       | 79             |
| Canadá (Billboard Hot AC)                       | 36             |
| Canadá (Canadian Digital Songs)                 | 40             |
| Estados Unidos (Bubbling Under Hot 100 Singles) | 14             |
| Estados Unidos (Billboard Pop Digital Songs)    | 29             |
| Japão (Japan Hot 100)                           | 18             |
| Suíça (Schweizer Hitparade)                     | 55             |

## Créditos
- Jason Mraz - vocais, guitarra, produção

| Raining Jane - Mai Bloomfield - vocais, violoncelo, Afinação Nashville - Becky Gebhardt - baixo - Chaska Potter - vocais - Mona Tavakoli - vocais, bateria, percussão | Adicionais - Mike Mogis - produção - Chris Keup - co-produção - Stewart Myers - co-produção - Andy Powers - violão, guitarra elétrica, pedal de aço, bandolim - Chris Joyner - órgão, piano, zangão tanpura - Ben Brodin - bateria, percussão, piano - John O'Reilly - bateria adicionais |